# 15th ANNIVERSARY LIVE (TETSUYAの映像作品)
『15th ANNIVERSARY LIVE』（フィフティーンス・アニバーサリー・ライヴ）は、日本のロックバンド・L'Arc〜en〜Cielのベーシスト、TETSUYAのライヴビデオ。2018年4月25日発売。発売元はEMI Records。

## 解説
映像作品『THANK YOU』以来約9ヶ月ぶり4作目となる映像作品のリリース。
本作は、2017年8月25日・26日に昭和女子大学人見記念講堂で開催したソロ活動15周年記念ライヴ「TETSUYA 15th ANNIVERSARY LIVE」の最終日公演の模様を収録したライヴビデオとなっている。なお、このライヴではアニバーサリーライヴに相応しく、2日間で異なるセットリストを組み、ソロキャリアを網羅した、これまでリリースした全ての楽曲を披露している。さらに本作には、2015年に開催したライヴ「CÉLUXE NIGHT」で披露した未音源化楽曲「何があっても」の映像が初収録されている。
フィジカルはBlu-ray及びDVDの2種類で発売されている。本作には特典映像として、初日公演でサプライズ披露されたL'Arc〜en〜Cielの楽曲「瞳の住人」のセルフカバーに加え、両日公演のオフショット映像などが収録されている。また、本作発売の約2ヶ月前となる2018年2月12日に開催されたディナーショー「TETSUYA Valentine Dinner Show 2018」の会場において、来場者限定で本作の「Valentine Limited Edition」（Blu-rayのみ）の予約販売が行われた。

## 収録曲
1. 愛されんだぁ I Surrender
2. Fantasic Wonders
3. REVERSE
4. 蜃気楼
5. Pretender
6. SCARECROW
7. Time goes on 〜泡のように〜
8. In My HEART
9. wonderful world
10. WHITE OUT
11. EDEN
12. empty tears
13. 何があっても
14. Can't stop believing
15. Roulette
16. Make a Wish
17. 15 1/2 フィフティーンハーフ
18. 流れ星
19. 瞳の住人 (特典映像)